# Firing wa Gharu (distrikt)
Firing wa Gharu är ett distrikt i Afghanistan. Det ligger i provinsen Baghlan, i den nordöstra delen av landet, 180 kilometer norr om huvudstaden Kabul. Administrativ huvudort är Firing wa Gharu.
Distriktet beräknades år 2022 ha cirka 19 000 invånare.